# Ken Naganuma
Ken Naganuma (Hiroshima, Prefectura d'Hiroshima, 5 de setembre de 1930 - 2 de juny de 2008) fou un futbolista i entrador japonès que disputà quatre partits amb la selecció japonesa i, posteriorment, va dirigir-la en dues ocasions.